# Corale Alpina Savonese
La Corale Alpina Savonese è un coro maschile fondato a Savona nell'autunno 1949; dal 1987 è diretta da Eugenio Alipede

## Storia
La Corale Alpina Savonese è fondata nel novembre 1949 da un gruppo di studenti universitari appassionati del canto di montagna. Fin dal 1951 la Corale si esibisce in pubblico, dapprima localmente e in seguito in ambito nazionale ed internazionale.
Ha partecipato a numerosi concorsi canori, come il “Concorso Nazionale Canti della Montagna” di Lecco (CO) nel 1970 e 1971 (XV e XVI edizione), classificandosi, rispettivamente, al 5º ed al 4º posto, al III Festival dei Cori Alpini di Genova nel 1972, classificandosi al 3º posto, al Concorso Nazionale di Canto Corale Popolare di Mariano Comense (CO) sempre nel 1972, al I Concorso Nazionale di Cori Alpini a Savignone (GE) nel 1978 e al Concorso Nazionale di Canto Corale a Verrès (AO) nel 1984.
Organizza dal 1978 un'importante rassegna di cori presso il civico teatro “Gabriello Chiabrera” di Savona, con il patrocinio del Comune; nelle varie edizioni si sono esibiti cori famosi come il Coro Monte Cauriol di Genova, il Coro Idica di Clusone (BG), I Crodaioli di Arzignano (VI), Il Coro Penne Nere di Aosta, il Coro Sette Torri di Settimo Torinese (TO), il Coro Aqua Ciara di Recoaro Terme (VI), il Coro della Brigata Alpina Taurinense, il Coro Monte Pasubio Schio (VI).
All'estero le esibizioni sono iniziate nel 1969, in Francia, a Grenoble ed al Castello di Lesdiguières di Vizille. Dal 1983 si è esibita ben sei volte (nel 1983, 1988, 1989, 1993, 1997 e 2002) a Villingen-Schwenningen (nella Foresta Nera, Germania), gemellate con Savona. Nel 1985 ha tenuto una serie di concerti a Reutlingen (Germania).
Nel maggio 2006 si è esibita presso la Cattedrale di Orange (Francia), ospite del coro La Clè de Chants.
Ha partecipato anche a numerose rassegne nazionali ed internazionali. Fra le altre, nel 1979 alla V Rassegna Internazionale di Cori Alpini di Susa (TO), alla Rassegna Corale Città di Clusone (BG, nel 1983) diventato poi Rassegna Internazionale di Cori (a cui ha partecipato durante la 5 edizione nel 1992 e la 6ª edizione nel 2000). Recentemente ha partecipato alla Rassegna Internazionale “Singen in den Bergen” a Wolfsberg (Austria) nel 2003 e per due volte, nel 2005 e nel 2006, all'”International Choir Festival” in Val Pusteria (8ª e 9ª edizione), durante la quale si esibiscono cori provenienti da tutto il mondo.
Nell'inverno 2007-2008 la corale ha approfondito la propria preparazione vocale seguendo un seminario tenuto a Savona dalla Maestra Anna Santina Giunta.
Vale la pena ricordare alcune esibizioni particolari: nel 1960, ad Imperia, un concerto in onore di Achille Compagnoni, conquistatore del K2, e nel 1972, a Savona, a bordo del cacciatorpediniere lanciamissili Intrepido (Classe Impavido), della Marina Militare Italiana, in occasione della consegna della Bandiera di Combattimento.
La Corale Alpina Savonese è associata Feniarco.

## Repertorio
Il repertorio spazia dai canti alpini e di montagna agli spiritual, dai canti popolari a rielaborazioni di canzoni famose, fino ad arrivare ad alcuni canti sacri ed a brani, alcuni noti, altri quasi sconosciuti, della tradizione e di compositori della Liguria.

## Discografia
La discografia del coro si compone attualmente di due incisioni, una in vinile e l'altra in compact disc:
1996 - CD - Corale Alpina Savonese
1981 – 33 giri - Da i munti au mä (Dai monti al mare)
La Corale sta attualmente registrando alcuni brani che saranno raccolti in una nuova incisione che verrà alla luce entro la fine dell'anno in corso (2008).

## Pubblicazioni
1999 – Dal 1949 – 50 anni di storia - Libro per celebrare il cinquantenario della fondazione della Corale.
1989 - Una dinastia di…..40 – La Corale Alpina Savonese 1949-1989